# ناف (کالبدشناسی)

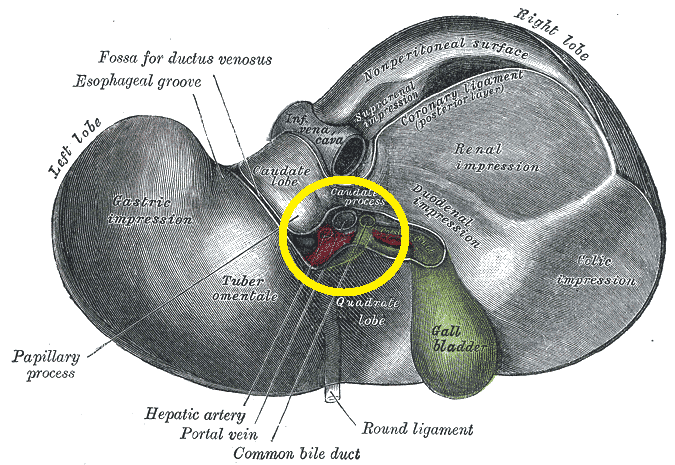
ناف کبد.

در کالبدشناسی، ناف (به انگلیسی: Hilum) (با تلفظ: ‎/ˈhaɪləm/‎) (جمع: hila برخی مواقع، در حالت رسمی به آن hilus با تلفظ ‎/ˈhaɪləs/‎ و حالت جمع: hili نیز گفته می‌شود)، یک تورفتگی یا شکافی از یک عضو است که رگ‌های خونی و اعصاب از آنجا وارد عضو می‌شوند. مثال‌هایی از ناف شامل موارد زیر اند:
- ناف کلیه
- ناف طحال
- ناف ریه
- ناف گره لنفاوی
- ناف شکنج دندانه‌ای